# Louis Hennepin

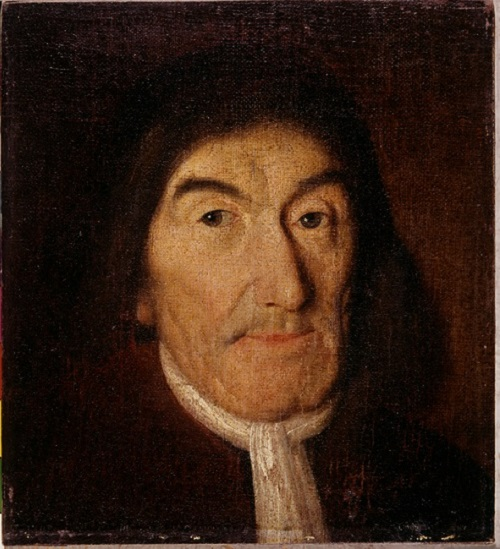
Louis Hennepin, 1694

Louis Hennepin (* 12. Mai 1626 in Ath, Hainaut; † um 1705 in Rom) war ein Franziskaner-Rekollekt, Missionar und Entdecker.
Obzwar im heute belgischen Hainaut (damals Spanische Niederlande) geboren, wurde er 1659 französischer Staatsbürger, nachdem sein Wohnort Béthune von Truppen Ludwigs XIV. besetzt worden war und im Pyrenäenfrieden Frankreich zugesprochen wurde.
Im Auftrag Ludwigs XIV. sandten die Franziskaner Missionare nach Neufrankreich, unter ihnen auch Hennepin, der im Mai 1675 in die neue Welt aufbrach.
Hennepin begleitete ab 1678 René-Robert Cavelier, Sieur de La Salle. Im Zuge dieser Expedition wurden die Niagara-Fälle entdeckt, außerdem navigierten die beiden auf dem Erie-, dem Huron- und dem Michigansee und erkundeten so erstmals das Gebiet der Großen Seen. Ziel dieser Expedition war die Kartographierung dieses Gebietes und die Errettung von Seelen (aus diesem Grund trug er sogar einen kleinen Altar auf seinen Rücken).
1680 kam es zu Unstimmigkeiten mit La Salle, Mitglieder der Expedition meuterten. Auch Hennepin trennte sich von der Gruppe und folgte dem Illinois bis zum Mississippi River, welchen er stromaufwärts bis in das Gebiet des heutigen Minneapolis folgte. Dabei entdeckte er die Saint Anthony Falls, die einzigen Wasserfälle des Mississippi.
Am 11. April 1680 wurde Hennepin von Sioux nahe der Mündung des Illinois gefangen genommen, im Juli jedoch wieder freigelassen. Hennepin gelang die Rückkehr zur Mündung des Mississippi, er kehrte 1681 nach Frankreich zurück.
1683 publizierte er sein erstes Werk Description de la Louisiane, nouvellement découverte au Sud’Oüest de la Nouvelle France (Beschreibung von Louisiana, neu entdeckt im Südwesten von Neufrankreich). In diesem Buch findet sich die erste Karte Louisianas. Sein zweites Werk folgte 1698, es erschien in London mit dem Titel A New Discovery of a Vast Country in America.
Da ihm in Frankreich Betrug vorgeworfen und die Rückkehr verweigert wurde, ging Hennepin nach Rom ins Exil, wo er um 1705 starb.
Die kanadische Regierung, vertreten durch den für das Historic Sites and Monuments Board of Canada zuständigen Minister, ehrte Hennepin am 26. August 2008 für sein Wirken als Scout der La Salle-Expedition sowie seinen Beitrag zu Kartographierung Nordamerikas und erklärte ihn zu einer „Person von nationaler historischer Bedeutung“.